# Bruno Abakanowicz
Bruno Abdank-Abakanowicz herbu Abdank (ur. 6 października 1852 w Wiłkomierzu, zm. 29 sierpnia 1900 w Parc St. Maur) – polski matematyk, elektrotechnik i wynalazca(w Encyclopaedia Britannica wymieniany jako „matematyk litewski”).

## Życiorys
Pochodził ze szlacheckiej rodziny o tatarskim rodowodzie. Córka Brunona, Zofia, znalazła się pod opieką prawną Sienkiewicza. Ukończył szkołę politechniczną w Rydze, następnie habilitował się w zakresie mechaniki w Akademii Technicznej we Lwowie, gdzie w latach 1876-1881 był docentem prywatnym i płatnym: geometrii położenia, statyki wykreślnej i mechaniki budowniczej.
W 1881 osiadł we Francji, gdzie założył własną pracownię elektrotechniczną. Zamieszkał w willi pod Paryżem, miał posiadłość w Champigny oraz wysepkę Costaérès w Perros-Guirec Ploumanac’h w Bretanii z domem własnego pomysłu, kochał sztukę i wybranych artystów. Zmarł nagle w swojej paryskiej willi goszcząc wielkiego malarza Aleksandra Gierymskiego, któremu mecenasował.
Abakanowicz stanowi ponoć pierwowzór młodego Tatara imieniem Selim w noweli Sienkiewicza Hania. Jest to prawdopodobne, bowiem znał doskonale pisarza, któremu dopomagał w trakcie pracy nad Krzyżakami i Rodziną Połanieckich. Przez wiele lat przyjaźnił się z fizykiem Zygmuntem Wróblewskim.
W 1889 był reprezentantem Stanów Zjednoczonych na wystawie powszechnej w Paryżu za co otrzymał Krzyż Legii Honorowej

## Wynalazki
Wynalazł szereg wynalazków
- integraf – odmiana integratora, przyrząd służący do obliczania wartości liczebnej całek metodą graficzną (opatentowany w 1880 i odtąd produkowany przez szwajcarskie przedsiębiorstwo Coradi)[2]
- parabolograf[2]
- spirograf[2]
- dzwonek elektryczny przeznaczony do zastosowania na liniach kolejowych[2]
- lampę elektryczną własnego systemu[2]

## Publikacje
Opublikował szereg rozpraw naukowych w polskich czasopismach „Pamiętniku akademii umiejętności", w „Kosmosie', w „Ateneum" i w „Tygodniu", przy którym w r. 1877 redagował dodatek pt. ,,Wystawa krajowa, rolnicza i przemysłowa", będący urzędowym organem komitetu lwowskiej wystawy rolniczej. Swój integrator opisał również w sposób popularny w Ognisku, księdze zbiorowej ku czci Teodora Tomasza Jeża (Warszawa 1882).
Po wyjeździe do Francji od 1883 był członkiem redakcji francuskiego pisma „Lareićre electriclue". Wydał w języku francuskim „Les intógraphes, la courbe integrale et ses applications etude sur un nouveau synteme d'integrateurs mecaniques' (Paryż 1886), która w przekładzie niemieckim wyszła w 1888.
Ważniejsze dzieła:
- Zarys statyki wykreślnej[6], Lwów 1876;
- Integrator, krzywa całkowa i jej zastosowanie w mechanice budowniczej[7]
- „Nowy sposób budowy zwojów do machin dynamo-elektrycznych" (Kraków 1884)[2].